# Fraxern
Fraxern é um município da Áustria, situado no distrito de Feldkirch, no estado de Vorarlberg. Tem 8,86 km² de área e sua população em 2019 foi estimada em 715 habitantes.